# One Way Love〜ミントちゃん物語
『One Way Love〜ミントちゃん物語〜』（ワン ウェイ ラブ〜ミントちゃんものがたり〜）は、同人サークル王宮魔法劇団（おうきゅうまほうげきだん）が発売した同人ゲームである。

## 概要
2000年冬コミにて「OneWayLove〜ミントちゃん物語〜Phase1・2」が発売。2001年夏コミではグラフィック、シナリオ、サウンドをすべてリニューアルした「ミントちゃん物語・完全版」が発売された。アダルトゲームブランドオーガストのスタッフが同ブランド立ち上げ前の同人サークル時代に製作したものであり、同人ゲームでありながら丁寧な作り、美麗なグラフィックが楽しめる。『月は東に日は西に 〜Operation Sanctuary〜』、『夜明け前より瑠璃色な』の大ヒットにより本作への注目が高まってはいるが、オーガスト発足に伴い王宮魔法劇団は活動を休止しているので入手は非常に困難である。

## ストーリー
メイドロボが一般家庭に普及し始めた21世紀、主人公の貴人もバイトで貯めた金でようやくメイドロボを買うことになるのだが……。

## 登場キャラクター
浦部 貴人（うらべ　たかと）
声優：なし
主人公。
RMF-12S ミント
声優：ダイナマイト亜美
貴人が購入するメイドロボ。ストロベリー・フィールズ製。
RMF-17M アクア
声優：紫苑みやび
ミントの検査のために代機としてやってくるメイドロボ。ストロベリー・フィールズ製。
浦部 茜 （うらべ　あかね）
声優：大波こなみ
貴人の妹。

## スタッフ
- 原画：べっかんこう、里見藤久
- シナリオ：榊原拓
- 背景：ドリるん☆
- 音楽：耶律鴬牙
  - OP曲：「恋、おしえてあげるね」
作曲：耶律鴬牙 ボーカル:masa
  - ED曲：「Alive」
作曲：耶律鴬牙 ボーカル:masa
- スクリプト・製作指揮：るね

## 余談
- オーガスト処女作バイナリィ・ポットのミリィルートに、ミント（正確にはミントと同型機であるRMF-12S）が登場している。